# Ялтинский лук

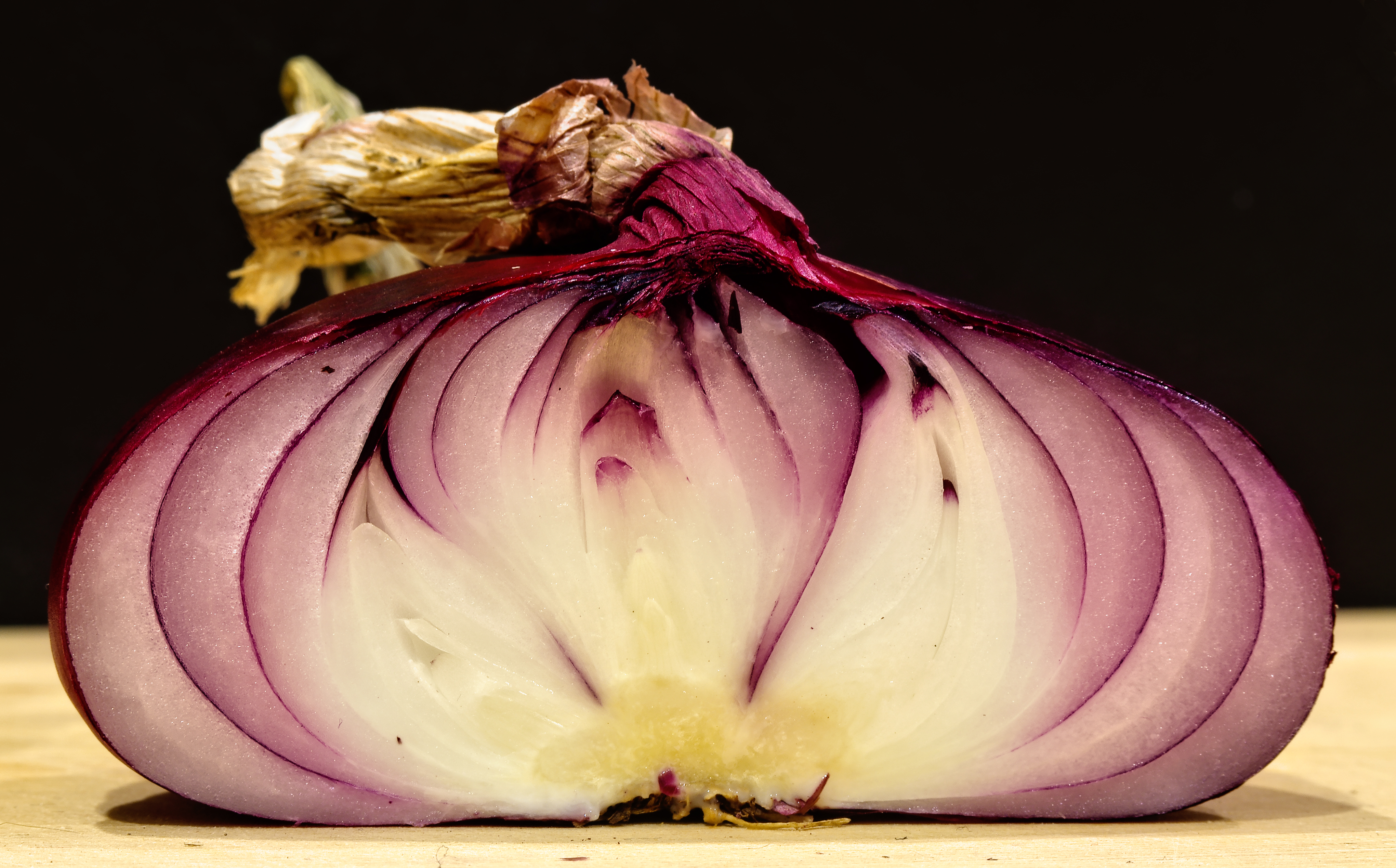
Ялтинский лук в разрезе

Ялтинский лук — сорт сладкого репчатого лука, выведенный в Крыму на основе происходившей из района села Оползневое натурализованной формы португальского лука Мадерский плоский, завезённого в Россию в XIX веке.

## История
Известный под названием Крымский сладкий лук из района села Оползневое был отобран в 1930-х годах для селекционной работы специалистами Никитского ботанического сада. Целью селекции было устранение плохой лёжкости и чрезмерно интенсивной фиолетовой окраски, которая тогда рассматривалась как недостаток. Эту работу завершил уже после войны селекционер Крымской опытной станции овощеводства М. Ф. Перегудт. В результате, в конце 50-х годов 20 века сорт был районирован под названием «лук Ялтинский местный». Позднее были включены в реестр сортов ещё два сорта, выведенные на его основе: Ялтинский рубин и Ялтинский Люкс.
Области распространения: село Оползневое (западнее Алупки, Большая Ялта), Васильевка (Ай-Васил) над Ялтой, в Большой Алуште его производится больше: с запада на восток это сёла и посёлки Запрудное (Дегермен-кой), Лавровое, Малый Маяк, Пушкино, Кипарисное, Малореченское. На 1935 год лук в промышленных масштабах выращивался в селе Коккозы (Соколиное). Ялтинский лук хорошо растёт на каменистых горных почвах вокруг древних протовулканов Пиляки и Аю-Даг которые так и не извернулись, застыв куполами.
Семенной материал Ялтинского лука часто высевается в северной, степной части Крыма на поливных плантациях. При этом луковицы вызревают товарного размера и визуально неотличимы от южнобережного, однако при других почвенно-климатических условиях в них проявляется традиционная луковая горечь.

## Особенности сорта
Луковица плоской формы, окраска сухих чешуй насыщенная, тёмно-фиолетовая. Сочные чешуи — белые, с фиолетовой окраской наружной оболочки. Средняя масса луковицы 150 граммов. Толщина чешуи от 0,5 до 2 сантиметров, количество чешуек — не более семи штук. Вкус сочных чешуй сладкий, со слабоострым привкусом (зависит от условий выращивания). Крымский лук содержит витамин C, аллицин, а также грубые пищевые волокна. Первые урожаи ялтинского лука можно получить уже в июне, окончание сборов — август, начало сентября.

## Употребление в пищу и хранение
Крымский ялтинский лук плетут в косы, так он хранится дольше всего. Структура чешуек очень нежная, может испортиться при транспортировке и ударах. Хранение в косе обеспечивает проветривание, лук не плесневеет. В тёмном прохладном месте лук хранится до трёх, четырёх месяцев. Употреблять в пищу этот лук принято свежим, его добавляют в различные салаты, можно использовать для приготовления луковых супов

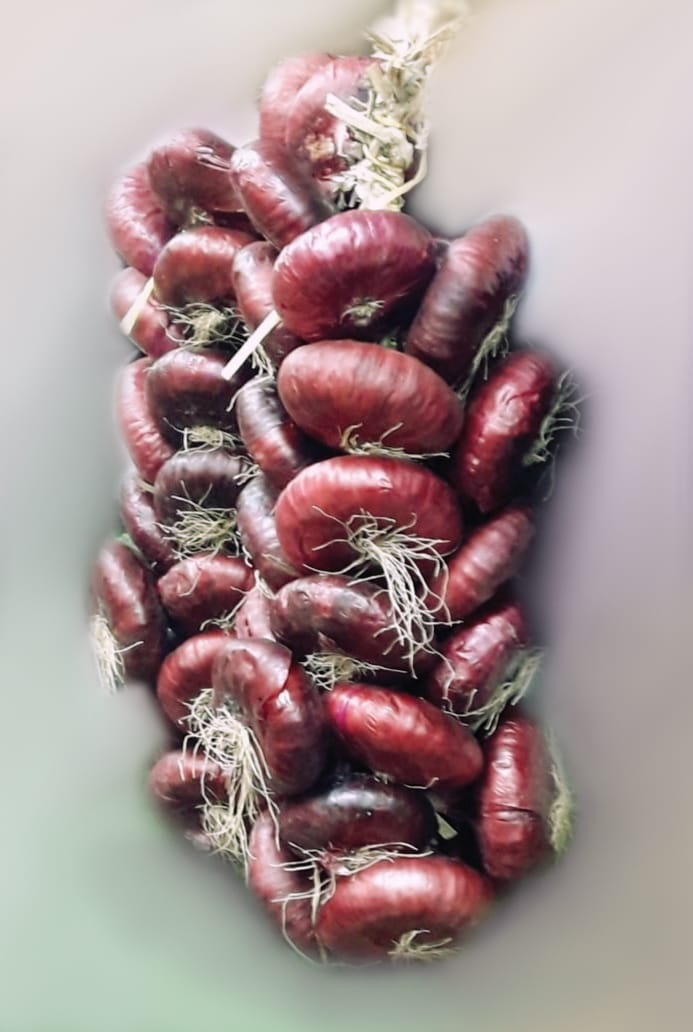
Коса ялтинского лука